# Kokawa-dera

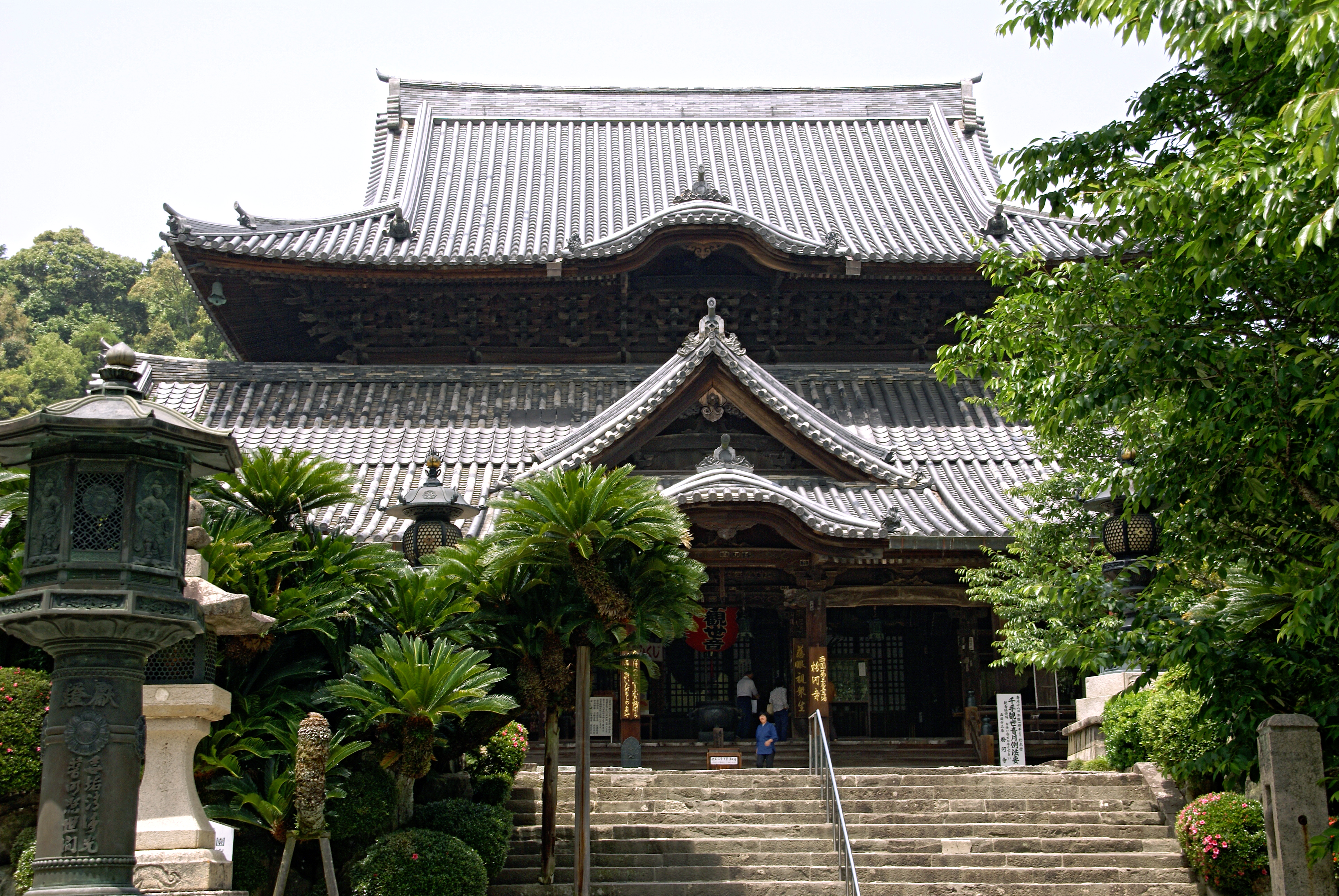
Haupthalle des Kokawa-dera

Der Kokawa-dera (jap. 粉河寺) ist ein buddhistischer Tempel in der Stadt Kinokawa,
Präfektur Wakayama in Japan. Der Kokawa-dera ist der Haupttempel der Tendai-shū-Kokawa-Glaubensrichtung. Hauptbildnis des Tempels ist eine Statue der tausendarmigen Kannon. Der Kokawa-dera ist der dritte Tempel des Saigoku-Pilgerweges (西国三十三箇所, Saigoku sanjūsankasho).

## Überblick
Die früheste historische Erwähnung des Kokawa-dera stammt aus dem Jahr 1054. Der in der Schriftrolle Kokawadera engi geschilderten Gründungslegende nach soll der Tempel jedoch bereits 770 durch den Jäger Otomo no Kujiko gegründet worden sein. Durch Zuwendungen Adliger und des Kaiserhauses wuchs der Tempel, so dass im 16. Jahrhundert ca. 500 Mönche auf dem Gelände lebten.
Tempelurkunden berichten von Bränden auf dem Tempelgelände in den Jahren 935, 1394, 1460 und 1467. 1585 wurde der Tempel durch Truppen Toyotomi Hideyoshis gebrandschatzt. Weitere Brände sind für die Jahre 1616 und 1713 bekannt.
Die heutige Haupthalle wurde 1720 auf Veranlassung von Tokugawa Yoshimune wiedererrichtet. Das imposante Tempeltor Daimon wird ebenfalls auf den Beginn des 18. Jahrhunderts datiert. Es ist als wichtiges Kulturgut der
Präfektur Wakayama eingestuft. Der Nebentempel Dōnan-dō entstand 1679. In ihm wird eine Statue des Jungen verehrt, der das Hauptbildnis des
Tempels geschaffen haben soll.
Am Zugang zum Haupttempel liegt ein Steingarten aus der Momoyama-Zeit mit einer Mischung von Stein und Felsen im Kare-san-sui-Stil.

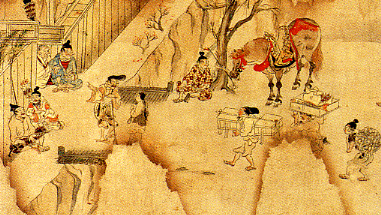
3. Teil der Kokawadera engi

Die Schriftrolle Kokawadera engi (粉河寺縁起) ist ein seltenes Beispiel bebilderter Schriftrollen (Emaki) aus der Kamakura-Zeit und zeigt eine Reihe von Szenen aus dem Alltagsleben. Sie ist als nationaler Kulturschatz Japans eingestuft.